# Facultad de Psicología (Universidad de Murcia)
La Facultad de Psicología y Logopedia de la Universidad de Murcia (UMU), es una institución académica de la UMU situada en el Campus Universitario de Espinardo (Murcia). Se sitúa en la zona norte del campus, junto al Aulario Norte, la Facultad de Informática, el Edificio CEBAS-CSIC y la Facultad de Medicina.

## Historia
En 1975 comenzaron los estudios de Psicología en la Universidad de Murcia como una especialidad dentro de los estudios de Filosofía (en la Facultad de Filosofía y Letras). Posteriormente, en 1981, los estudios de psicología se convierten en una titulación independiente dentro la Facultad de Filosofía y Ciencias de la Educación (Edificio C del Campus de Espinardo). En 1995, se creó la Facultad de Psicología, y en 1998, la Facultad se trasladó al Edificio Luis Vives.
En el año 2006 se incorporó la titulación de Logopedia a la oferta formativa de la Facultad. Y finalmente, en octubre de 2007, la Facultad inauguró su actual edificio académico. Con el transcurso de los años, la facultad ha adquirido un elevado grado de especialización y gran reconocimiento a nivel nacional. 

## Organización
Los órganos directivos de la Facultad de Psicología y Logopedia son el Decanato, la Junta del Centro y las Comisiones. Por su parte, los estudiantes de la facultad están ampliamente representados en la Delegación de Alumnos. Además, como cualquier otra facultad, la Facultad de Psicología y Logopedia también cuenta con una organización departamental: 
- Anatomía Humana y Psicobiología.
- Didáctica y Organización Escolar.
- Economía Aplicada.
- Fisiología.
- Información y Documentación.
- Lengua Española y Lingüística General.
- Métodos de Investigación y Diagnóstico en Educación.
- Oftalmología, Optometría, Otorrinolaringología y Anatomía Patológica.
- Personalidad, Evaluación y Tratamiento Psicológicos.
- Psicología Básica y Metodología.
- Psicología Evolutiva y de la Educación.
- Psiquiatría y Psicología Social.

## Oferta Académica
En la Facultad de Psicología y Logopedia, se imparten las siguientes titulaciones oficiales:
Grados
- Grado en Psicología.
- Grado en Logopedia.

Másteres
- Máster Universitario en Psicología General Sanitaria.
- Máster Universitario en Psicología de la Educación.
- Máster Universitario en Psicología de la Intervención Social.
- Máster Universitario en Psicología Jurídica y Forense.
- Máster Universitario en Intervención Logopédica en la Deglución.

Doctorados
- Doctorado en Psicología.

Estudios Propios
- La Facultad de Psicología y Logopedia, también ofrece estudios propios y cursos de actualización profesional a través de la Escuela de Práctica Psicológica.

## Anales de Psicología
Es la revista de psicología científica editada por la Facultad de Psicología y Logopedia de la Universidad de Murcia. Comenzó a editarse en formato impreso en el año 1994, y desde el año 2003, también cuenta con una versión web. Se publican tres número al año, concretamente en los meses de enero, mayo y septiembre. Según el Ranking JCR 2016, se encuentra en la posición 82 de 129 revistas de psicología más leídas del mundo. A nivel nacional, es la número 6 de 32.

## Patrón
El Patrón del centro es Juan Huarte de San Juan, Patrón de la Psicología. Por lo que el 24 de febrero de cada año no hay docencia y tienen lugar varias actividades lúdicas entre alumnos y profesores.